# Ourapteryx approximaria
Ourapteryx approximaria là một loài bướm đêm trong họ Geometridae.